# Irena Bieniek-Kotela

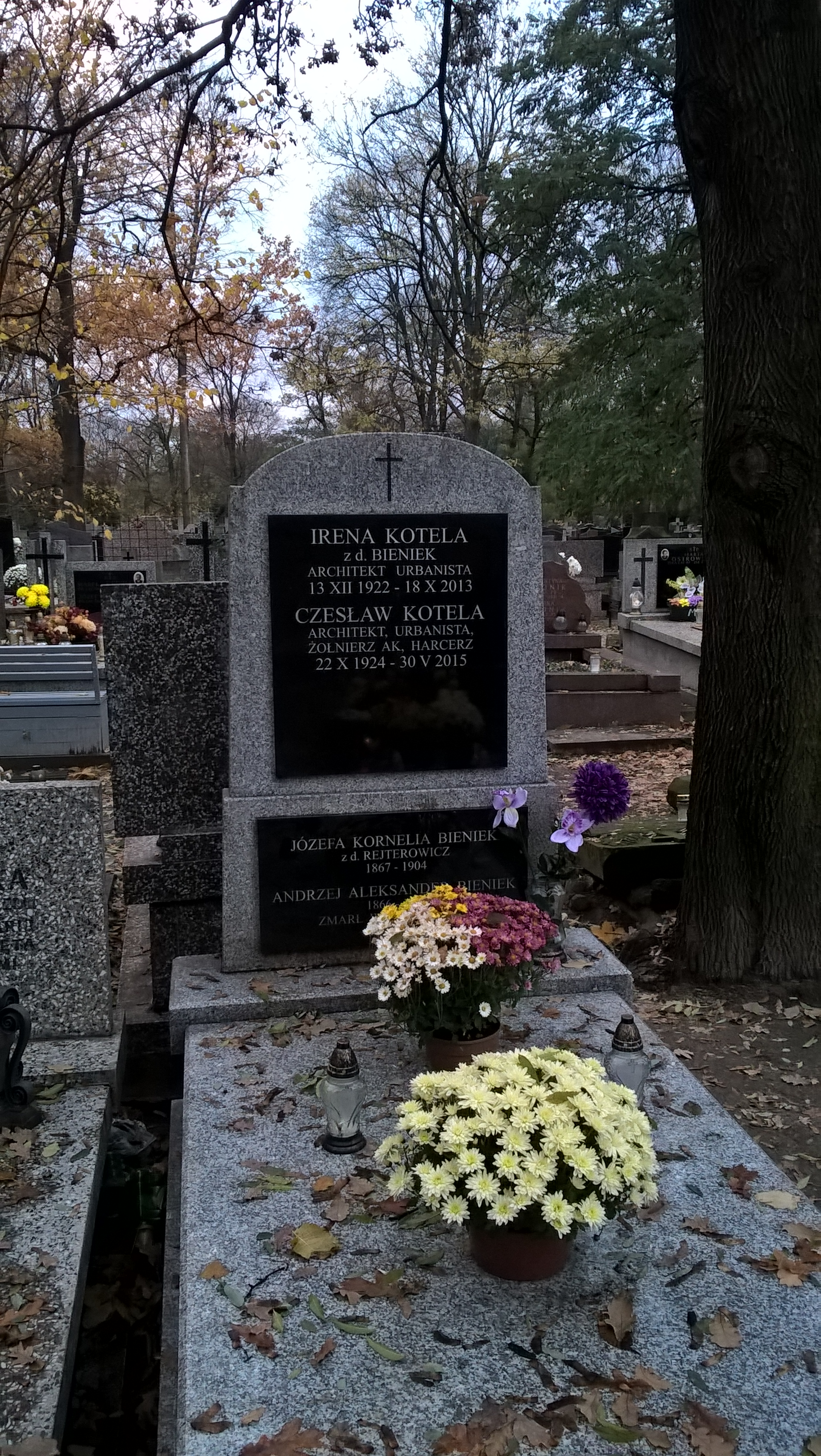
Grób Ireny i Czesława Kotelów na cmentarzu Bródnowskim w Warszawie

Irena Bieniek-Kotela (ur. 13 grudnia 1922 w Warszawie, zm. 18 października 2013 tamże) – polska architekt i urbanistka, autorka opracowań i publikacji poświęconych architekturze Warszawy, Częstochowy i miast Śląska.

## Życiorys
Urodziła się w rodzinie Czesława Bieńka i Heleny z Kobylińskich (1899–1967), nauczycielki. Była siostrą Krystyny Bieniek, artystki grafik oraz siostrą cioteczną Szymona Kobylińskiego. Uczyła się na pensji Leonii Rudzkiej i w Żeńskim Gimnazjum Państwowym im. Juliusza Słowackiego w Warszawie.
Po wybuchu II wojny światowej, do 1941 mieszkała z rodzicami u malarki Aleksandry Jasińskiej-Nowickiej we Lwowie, gdzie uczęszczała do polskiej szkoły. W latach 1941–1945 przebywali kolejno w majątku przedwojennego senatora i ministra Józefa Targowskiego w Czyżowie, Ćmielowie, Szymanówce, w osadzie Stodoły, Władkowicach, Gromadzicach i Końskich, gdzie Irena organizowała lekcje dla okolicznych dzieci.
Zaraz po wojnie, w 1945, zdała maturę w gimnazjum im. Juliusza Słowackiego w Warszawie i rozpoczęła studia na wydziale architektury w Krakowie. Po roku przeniosła się na Wydział Architektury Politechniki Warszawskiej, który ukończyła w 1952. Wraz z mężem byli twórcami pierwszego planu zagospodarowania Częstochowy (1951–1954), obejmującego m.in. poprzeczną do Alei oś komunikacyjną (tzw. oś pracy), a także współtwórca dzielnicy wypoczynkowej Jaszowiec w Ustroniu, za którą otrzymała nagrodę Stowarzyszenia Architektów Polskich. 
Członkini Stowarzyszenia Architektów Polskich (SARP) i Towarzystwa Urbanistów Polskich. Była także wykładowcą na Uniwersytecie Technicznym w Oranie i ekspertem w Zespole Ekspertów ds. Rewaloryzacji Miast Zabytkowych.
Od 1950 była żoną Czesława Koteli, z którym miała synów Jacka i Piotra.
Zmarła w Warszawie, pochowana 28 października 2013 na cmentarzu Bródnowskim w Warszawie (kwatera 17G-3-33).

## Nagrody
- wyróżnienie (zespołowe) Podkomitetu Literatury i Sztuki Nagrody Państwowej Sekcja Architektury i Urbanistyki za osiągnięcia w działalności projektowej i organizacyjnej w pracach nad planem ogólnym i planami szczegółowym i dla miasta Częstochowy (1955)[9]
- Nagroda Komitetu Budownictwa, Urbanistyki i Architektury II stopnia (zespołowa) za plan ogólny zagospodarowania przestrzennego m. Jastrzębia (1961)
- Nagroda Komitetu Budownictwa, Urbanistyki i Architektury II stopnia (zespołowa) za plan szczegółowego zagospodarowania przestrzennego zespołu wczasowego Jaszowiec k. Wisły (1962)
- Nagroda Komitetu Budownictwa, Urbanistyki i Architektury II stopnia (zespołowa) za plan zagospodarowania przestrzennego zespołu jednostek osadniczych Rybnickiego Okręgu Węglowego (1962)
- Nagroda I stopnia (zespołowa) Ministra Budownictwa i Przemysłu Materiałów Budowlanych za plan zagospodarowania przestrzennego Warszawskiego Zespołu Miejskiego wraz z planem ogólnym zagospodarowania przestrzennego m. st. Warszawy (1969)

Źródło:.